# حوزه انتخابیه تنکابن، رامسر و عباس‌آباد
حوزهٔ انتخاباتی تنکابن، رامسر و عباس آباد یکی از ۹ حوزه انتخاباتی استان مازندران برای انتخابات مجلس شورای اسلامی است. این حوزه انتخاباتی به مرکزیت تنکابن، یک نماینده دارد و بر اساس سرشماری مرکز آمار ایران جمعیت این حوزه ۲۹۳٫۱۴۳ نفر است.

## نماینده دوره دوازدهم
سید شمس‌الدین حسینی 